# 羊欣
羊 欣（よう きん、太和5年（370年）- 元嘉19年1月18日（442年2月13日））は、東晋から南朝宋にかけての書家。字は敬元。本貫は泰山郡南城県。

## 経歴
羊不疑の子として生まれた。若くして落ち着いた性格で、他人と競うことがなく、談論が美しく、容姿や挙措にすぐれていた。経書や古典を広く読んで、とくに隷書を得意とした。12歳のとき、父が烏程県令となったために赴任先についていき、呉興郡太守となった王献之に出会って、気に入られた。王献之が烏程県に入ったことがあったが、羊欣が新しい絹の裙を着て昼寝をしていたため、王献之は裙に数幅の書を残して去った。羊欣はもともと書を得意としていたため、このことを喜んだ。輔国参軍を初任とし、輔国府が解散すると家に帰った。隆安年間、東晋の朝廷が乱れてくると、羊欣は自宅で悠々自適して、出仕しようとしなかった。会稽王世子司馬元顕の出仕の命を断り続けたため、元顕の怒りを買って、その下で後軍府舎人とされた。この職はもともと寒人を用いるものであったが、羊欣は恬然として、怒ったり卑下したりする様子を見せなかった。羊欣が謝混のもとを訪れると、謝混は席を替え服を改めて、その後に羊欣と面会した。羊欣はこのため名を知られるようになった。
桓玄が政権を掌握すると、羊欣はその下で平西参軍となり、主簿に転じて、国政の機密に参与した。桓玄に重んじられて楚の殿中郎となった。職任についてわずかの時日で、病と称して自ら辞職し、郷里に隠居して十数年出てこなかった。
義熙年間、弟の羊徽が劉裕に仕えたが、劉裕は「羊徽は一世の美器であるが、世間の評判ではなおも兄に劣るという。羊欣のことを知らないことがうらめしい」と鄭鮮之にこぼした。羊欣は右将軍劉藩の下で右軍司馬となり、右軍長史に転じた。中軍将軍劉道憐の下で中軍諮議参軍に任じられた。新安郡太守となり、郡にあること4年、簡素な善政で知られた。宋の元嘉年間、臨川王劉義慶の下で輔国長史に任じられ、廬陵王劉義真の下で車騎諮議参軍に任じられたが、いずれも就任しなかった。羊欣は文帝に重んじられて、また新安郡太守となり、13年にわたってつとめ、その地の山水を愛好した。義興郡太守に転じたが、その地を好まなかった。ほどなく病が重くなったと称して自ら辞職して帰郷した。中散大夫の位を受けた。
黄老道を好み、病にかかっても服薬せず、符水を飲むのみであった。医術を得意とし、『薬方』30巻を編纂した。羊欣は身体が不自由で、拝伏の礼をおこなうことができなかったため、朝覲を断りつづけていた。劉裕や文帝はそのことを知らず、羊欣が朝廷に仕えないことを残念がった。元嘉19年正月乙未（442年2月13日）、羊欣は死去した。享年は73。
子の羊俊は早逝した。

## 伝記資料
- 『宋書』巻62 列伝第22
- 『南史』巻36 列伝第26